# Violeta Dinescu
Violeta Dinescu (n. 13 iulie, 1953, București, România) este o pianistă, compozitoare și cadru universitar de origine română, stabilită în Germania, din anul 1982.

## Studii
Muziciana Violeta Dinescu a avut contactul cu muzica încă din copilărie, la 4 ani, părinții ei orientând-o însă în școală spre un profil real, pe care l-a parcurs la Liceul „Gheorghe Lazăr” din București, absolvând-ul în 1972. A continuat apoi studiile de muzică între anii 1972 – 1977, la Conservatorul „Ciprian Porumbescu” din Bucuresti, beneficiind de îndrumarea unor pedagogi de marcă, cum ar fi  Alexandru Pașcanu, Liviu Comes, Nicolae Beloiu, Aurel Stroe, Ștefan Niculescu, Emilia Comișel, Ioana Ștefănescu. Le-a finalizat prin trei diplome,  de compoziție, pian și de pedagogie. 

## Activitatea din România
Anul universitar 1978 îl dedică exclusiv compoziției, Myriam Marbé fiind profesoara care i-a marcat definitiv drumul artistic, după cum mărturisește într-un interviu din revista de specialitate Muzica.
După anii de formare, V. Dinescu a predat între anii 1978-1982 la Școala de Muzică „George Enescu” din București, emigrând apoi în Germania.  
Compozitoarea se declară profund atașată de spațiul românesc. O mare parte din creația sa stă sub semnul folclorului, artista fiind încă din anii de studiu interesată de cercetarea etnomuzicologică. După cum consemnează și Valentina Sandu-Dediu, „Ea lua parte încă din anii `70, la grupa de etnologie și folclor coordonată la Conservatorul bucureștean de etnomuzicologa Emilia Comișel”.
Mutarea în Germania, care a avut loc în anul 1982, nu a fost una premeditată, după cum reiese din destăinuirea Violetei Dinescu: „Nu am plecat din România cu intenția de a rămâne definiv, ci m-am dus pentru câteva zile la Mannheim pentru a primi un premiu de compoziție”. Cu acea ocazie i-a fost oferită o bursă de trei luni, pentru care compozitoarea a cerut prelungirea vizei, refuzată însă de Ambasada Română, fapt ce a trezit frica de întoarcere pe meleagurile românești. 
Violeta Dinescu nu este singura compozitoare care a decis să părăsească țara. Aceasta s-a alăturat grupului de compozitori formați în România, care și-au găsit validarea dincolo de frontierele țării, printre ei numărându-se Aurel Stroe, Lucian Metianu, Costin Miereanu, Corneliu Dan Georgescu, Eugen Wendel, Adriana Hölszky, Doina Rotaru și alții.  
Formația timișoreană de muzică contemporană, Trio Contraste, având ca membri pe Sorin Petrescu (pian), Doru Roman (percuție) și Ion Bogdan Stefănescu (flaut, București) are un repertoriu și înregistrări cu multe compoziții ale Violetei Dinescu. 

## Activitatea din Germania
- 1986-1991 Docentă la Școala Superioară de Muzică Bisericească din Heidelberg, Germania (muzicologie, contrapunct, teoria armoniei).
- 1989-1991 Docentă la Școala Superioară de Muzică din Frankfurt pe Main, Germania (muzicologie, contrapunct, teoria armoniei).
- 1990-1994 Docentă la Academia de Specialitate pentru Muzică Bisericească din Bayreuth, Germania (muzicologie, contrapunct, teoria armoniei, pian); membră a Consiliului de conducere al ligii "International League of Woman Composers"; directoare pentru străinătate a asociației americane WOMANSONG din statul Massachusetts, S.U.A.

Începând cu anul 1996, Violeta Dinescu este profesoară de compoziție la Universitatea  „Carl von Ossietzky” din Oldenburg, Germania unde organizează anual un festival internațional de muzică românească, dedicat, pe rând, personalităților școlii componistice românești. 
Tot aici promovează muzica contemporană din spațiul sud-est european, punând accent pe muzica contemporană românească. Activitatea s-a concretizat prin formarea unei arhive a muzicii noi, cu un compartiment rezervat muzicii sud-est europene, dar și a unei serii de conferințe „Komponisten Colloquium”, după cum arată muzicologul Valentina Sandu-Dediu.

## Distincții
- 1975, 1976, 1980, 1983 - Premiul Uniunii Compozitorilor și al Muzicologilor din România
- 1982 - Premiul al II-lea la Concursul Internațional de Compoziție GEDOK
- 1983 - Premiul I la Concursul Internațional pentru Compozitori la Utah
- 1983 - Premiul III la Concursul Internațional de Muzică și Dans G.B. Viotti
- 1985 – Premiul Carl-Maria-von-Weber pentru opera Hunger und Durst (Foame și sete)

Violeta Dinescu a abordat și curentul experimental, definit printr-o luxurianță a scrierii instrumentale, recurge însă în muzica sa și la datele științelor exacte, integrând în mod intuitiv sau empiric anumite operații matematice în lucrările sale, ca de pildă în Anna Perenna (1979).
Opera pentru copii, 35 Mai (1986) bazată pe romanul de Der 35 Mai (Konrad pornește călare spre Mările Sudului) de Erich Kästner, a avut premiera în 1986 la Teatrul Național din Mannheim și de atunci a fost interpretată în numeroase săli de operă din lumea vorbitoare de limbă germană.
După cum consemnează Viorel Cosma în al său Lexicon, accentuând activitatea multidisciplinară a artistei, Violeta Dinescu „a susținut comunicări științifice, conferințe, referate, portrete-muzicale (interviuri), emisiuni de radio și televiziune. A întreprins turnee artistice și documentare în Europa, Africa și America de Nord și Sud”.

## Lista creației componistice
| Muzică de scenă |                                    |      | |                                  | |                                     |
| Nr. crt         | Denumire                           | An   | Libretul/Scenariul                                                                                  | Gen                              | Formație | Orașul, editura și anul publicației |
| 1.              | Der Kreisel (Titirezul)            | 1984 | Libret de O. Gööck, T. Schneider și Günter Volz, după Die Historie der Schönen Lau de Eduard Mörike | Balet                            | Orchestră | Berlin, Editura Astoria, 1984       |
| 2.              | Hunger und Durst (Foamea și setea) | 1985 | Libret de compozitoare, după piesa lui Eugène Ionesco                                               | Operă de cameră în trei tablouri | soliști și orchestră mică (formată din 14 soliști)                                                                       | Berlin, Editura Astoria, 1987       |
| 3.              | Der 35. Mai                        | 1986 | Libret de compozitoare, după romanul lui Erich Kästner                                              | Operă pentru copii               | 3 soliști, cor de copii și orchestră                                                                                     | Milano, Editura Ricordi -           |
| 4.              | Eréndira                           | 1994 | Libret de Monika Rothmaier, după o povestire de Gabriel García Márquez                              | Operă de cameră în șase scene    | 7 soliști și orchestră mică                                                                                              | Milano, Editura Ricordi, 1994       |
| 5.              | Schachnovelle (Nuvela Șahului)     | 1994 | Libret de compozitoare, după opera lui Stefan Zweig                                                 | Operă de cameră                  | 3 soliști, 2 clarinete, 4 corni francezi, 1 trompetă, 2 tromboane, 1 tubă, vioară, violă, violoncel, 2 piane și percuție | -                                   |
| 6.              | Effi Briest                        | 1998 | Scenariu după o povestire de Theodor Fontane                                                        | Balet                            | Orchestră | -                                   |

| Lucrări pentru instrumente solo |                  |           |                 |
| Nr. crt                         | Denumire         | An        | Instrument      |
| 1.                              | Akanua           | 1974      | Pian            |
| 2.                              | Story            | 1977      | Pian            |
| 3.                              | Echoes I         | 1979      | Pian            |
| 4.                              | Echoes II        | 1982      | Pian, percuție  |
| 5.                              | Echoes III       | 1982      | Orgă            |
| 6.                              | Ambo             | 1982      | Clavecin        |
| 7.                              | Dies Diem Docet  | 1986      | Pian            |
| 8.                              | Cyclotron        | 1994      | Pian la 4 mâini |
| 9.                              | Prelude          | 1996      | Orgă            |
| 10                              | Reflections I/II | 1996-1997 | Pian            |

| Lucrări orchestrale |                              |      |                     |
| Nr. crt             | Denumire                     | An   | Formație            |
| 1.                  | Verwandlungen                | 1978 | -                   |
| 2.                  | Anna Perenna                 | 1979 | -                   |
| 3.                  | Memories,                    | 1980 | Orchestră de coarde |
| 4.                  | Akrostichon                  | 1983 | -                   |
| 5.                  | Map 67                       | 1987 | Orchestră mică      |
| 6.                  | Fresco                       | 1989 | Orchestră           |
| 7.                  | Kybalion                     | 1991 | Orchestră de coarde |
| 8.                  | Niutao                       | 1992 | Orchestră mică      |
| 9.                  | Ora x                        | 1995 | -                   |
| 10.                 | Vortex – Wolken I, II și III | 1998 | Orchestră mică      |

| Muzică de film: |          |      |                                    |                                  |
| Nr. crt         | Denumire | An   | Formație                           | Filmul                           |
| 1.              | Tabu     | 1988 | Orchestră mică (17 instrumentiști) | Tabu de Friedrich Wilhelm Murnau |

| Lucrări corale |                                      |      |                                                             |                |
| Nr. crt        | Denumire                             | An   | Formație                                                    | Text           |
| 1.             | Ballade                              | 1976 | -                                                           | -              |
| 2.             | Verzaubere mich in einen Silbervogel | 1977 | cor mixt și orchestră                                       | -              |
| 3.             | Latin Sequences                      | 1977 | cor de copii                                                | -              |
| 4.             | Das Spiel                            | 1978 | cor și percuție                                             | -              |
| 5.             | Arpagic                              | 1980 | cor de copii                                                | Ana Blandiana  |
| 6.             | Tamina                               | 1980 | cor de copii                                                | Delia Dorcea   |
| 7.             | In meinem Garten                     | 1980 | cor de copii                                                | Ana Blandiana  |
| 8.             | Blumenlied                           | 1980 | cor de copii                                                | Ion Caraion    |
| 9.             | Lied in einer Flöte                  | 1980 | cor de copii                                                | Ion Caraion    |
| 10.            | Doinasland,                          | 1981 | cor de copii                                                | -              |
| 11.            | Sonnenuntergang                      | 1982 | cor de copii                                                | Dan Mihăilescu |
| 12.            | Zori de flori                        | 1982 | cor de copii                                                | -              |
| 13.            | Frühlingslied,                       | 1984 | cor de copii                                                | -              |
| 14.            | Rondo über den Frühling              | 1984 | cor de copii                                                | -              |
| 15.            | Pfingstoratorium,1976                | 1993 | pentru 5 soliști, cor mixt, cor de copii și orchestră mică, | -              |

| Lucrări vocale: |                                 |      |                                      |                                                                  |
| Nr. crt         | Denumire                        | An   | Formație                             | Text                                                             |
| 1.              | Euracolus                       | 1980 | mezzo-soprană și clarinet            | Ion Caraion                                                      |
| 2.              | Mondnacht                       | 1982 | mezzo-soprană și orgă                | Joseph von Eichendorff                                           |
| 3.              | Amont                           | 1983 | mezzo-soprană și clavecin            | Text preluat dintr-o scrisoare adresată lui Guillaume de Machaut |
| 4.              | Zebaoth                         | 1985 | bariton și 2 orgi                    | Text preluat din diferiți Psalmi                                 |
| 5.              | Ich bin in Sehnsucht eingehüllt | 1985 | soprană și clavecin                  | Selma Meerbaum-Eisinger                                          |
| 6.              | Mein Heim ein Stei              | 1985 | voce, flaut și percuție              | -                                                                |
| 7.              | Concerto                        | 1986 | voce și orchestră                    | -                                                                |
| 8.              | Quatrain                        | 1986 | voce feminină                        | François Villon                                                  |
| 9.              | Mondnächte                      | 1986 | mezzo-soprană, saxofon și percuție   | Joseph von Eichendorff                                           |
| 10.             | Dona nobis pacem                | 1987 | mezzo-soprană, violoncel și percuție | -                                                                |
| 11.             | Concertino                      | 1988 | mezzo-soprană și orchestră           | -                                                                |
| 12.             | Psalm 126                       | 1988 | soprană, flaut și orgă               | -                                                                |
| 13.             | SchattenRosenSchatten           | 1992 | voce feminină și percuție            | -                                                                |
| 14.             | Frühlingsland                   | 1998 | voce feminină, pian și percuție      | -                                                                |
| 15.             | Ballade vom Verlonensein        | 2001 | voce feminină, pian și percuție      | -                                                                |
| 16.             | drehen                          | 2022 | soprană și bariton                   | Eva-Maria Berg                                                   |

| Muzica de cameră |                                                   |      |                                                                                       |
| Nr. crt          | Denumire                                          | An   | Instrument/Formație                                                                   |
| 1.               | Sonata                                            | 1975 | Vioară/violă și pian                                                                  |
| 2.               | Arabesques                                        | 1980 | Flaut și percuție                                                                     |
| 3.               | Dialogo                                           | 1980 | Flaut și violă (există și o versiune pentru clarinet și violă, compusă în același an) |
| 4.               | Elogium                                           | 1981 | Trompetă și trombon                                                                   |
| 5.               | Satya I                                           | 1981 | Vioară                                                                                |
| 6.               | Satya II                                          | 1981 | Fagot                                                                                 |
| 7.               | Satya III                                         | 1981 | Contrabas                                                                             |
| 8.               | Satya IV                                          | 1981 | Clarinet                                                                              |
| 9.               | Satya V                                           | 1981 | Clarinet, fagot, vioară și contrabas                                                  |
| 10.              | Immagini                                          | 1982 | Flaut                                                                                 |
| 11.              | Parra Quitarra                                    | 1982 | Chitară                                                                               |
| 12.              | Alternanzen                                       | 1982 | Flaut, oboi, clarinet, corn francez și fagot                                          |
| 13.              | Drei Miniaturen                                   | 1982 | 4 saxofoane                                                                           |
| 14.              | Aion                                              | 1982 | Clarinet, fagot, violoncel, 2 contrabași și percuție                                  |
| 15.              | Euraculos                                         | 1982 | Clarinet și violă                                                                     |
| 16.              | Sonatina                                          | 1982 | Contrabas și pian                                                                     |
| 17.              | Sleep Song                                        | 1982 | Contrabas și pian                                                                     |
| 18.              | The Toy                                           | 1982 | Contrabas și pian                                                                     |
| 19.              | Trio                                              | 1982 | Oboi, clarinet și fagot                                                               |
| 20.              | Intarsien                                         | 1983 | Violoncel                                                                             |
| 21.              | Auf der Suche nach Mozart...                      | 1983 | Flaut, saxofon, fagot, corn francez, harpă, vioară și pian (+ celestă)                |
| 22.              | Flutesplay III                                    | 1983 | 8 flaute                                                                              |
| 23.              | Improvisation                                     | 1984 | Saxofon                                                                               |
| 24.              | Din Cimpoiu                                       | 1984 | Violă                                                                                 |
| 25.              | Flutesplay I                                      | 1984 | 3 flaute                                                                              |
| 26.              | Flutesplay II                                     | 1984 | 6 flaute                                                                              |
| 27.              | Terra Lonhdana                                    | 1984 | Flaut, pian și cvartet de coarde                                                      |
| 28.              | Improvisation                                     | 1985 | Saxofon                                                                               |
| 29.              | Abendandacht                                      | 1985 | Trompetă                                                                              |
| 30.              | Quasaar Paal 2                                    | 1985 | Violoncel și computer                                                                 |
| 31.              | Scherzo da fantasia III                           | 1985 | Vioară și violoncel                                                                   |
| 32.              | Loc Maria                                         | 1985 | Orgă și percuție                                                                      |
| 33.              | Nakris                                            | 1985 | 4 saxofoane                                                                           |
| 34.              | Melismen                                          | 1985 | 5 flauto dolce                                                                        |
| 35.              | Méandre                                           | 1985 | Clarinet și pian                                                                      |
| 36.              | Atréju                                            | 1986 | Flaut și chitară                                                                      |
| 37.              | New Rochelle                                      | 1987 | Sintetizator                                                                          |
| 38.              | Ostrov I                                          | 1987 | Violă                                                                                 |
| 39.              | Terra Lonhdana                                    | 1987 | Cvartet de coarde                                                                     |
| 40.              | Trio d'anches                                     | 1987 | Oboi, clarinet și fagot                                                               |
| 41.              | Aretusa                                           | 1988 | Vioară                                                                                |
| 42.              | Ostrov II                                         | 1989 | 4 clarinete                                                                           |
| 43.              | Contraste                                         | 1989 | 4 tromboni                                                                            |
| 44.              | '...wenn der freude thränen fließen...'           | 1990 | Violoncel și pian                                                                     |
| 45.              | Cime lointaine                                    | 1990 | Oboi                                                                                  |
| 46.              | Immaginabile                                      | 1990 | Flauto dolce                                                                          |
| 47.              | Fragment II                                       | 1990 | Flaut și harpă                                                                        |
| 48.              | Figuren I                                         | 1990 | 3 contrabași                                                                          |
| 49.              | Figuren III                                       | 1990 | 3 chitare                                                                             |
| 50.              | Fragment V                                        | 1990 | Flaut, clarinet, vioară, violoncel și pian                                            |
| 51.              | Lichtwellen                                       | 1991 | Clarinet/clarinet bas                                                                 |
| 52.              | Kata                                              | 1991 | Pian și flaut                                                                         |
| 53.              | Figuren II                                        | 1991 | 2 chitare                                                                             |
| 54.              | ICHTHYS                                           | 1991 | Vioară, violoncel și pian                                                             |
| 55.              | Tautropfen                                        | 1992 | Clarinet și pian                                                                      |
| 56.              | Shan-Shui                                         | 1993 | 3 percuții                                                                            |
| 57.              | Streichquartett                                   | 1993 | Cvartet de coarde                                                                     |
| 58.              | Notte di festa                                    | 1993 | Vibrafon                                                                              |
| 59.              | et les fruits passeront la promesse des fleurs... | 1995 | Flaut, clarinet (+ clarinet bas), vioară, violă, violoncel, pian și percuție          |
| 60.              | au cœur du silence...                             | 1995 | Flauto dolce                                                                          |
| 61.              | Flammentropfen                                    | 1995 | 4 interpreți (4 players)                                                              |
| 62.              | Reversing Fields,                                 | 1996 | Clarinet                                                                              |
| 63.              | Kathargos                                         | 1996 | Țiteră                                                                                |
| 64.              | Les Cymbales du soleil                            | 1996 | Oboi și 2 percuții                                                                    |
| 65.              | Rand                                              | 1996 | Clarinet și violă                                                                     |
| 66.              | Sonatina                                          | 2001 | Pian și percuție                                                                      |
| 67.              | Licht-Bruch                                       | 2001 | Acordeon,                                                                             |
| 68.              | Rugă                                              | 2001 | Contrabas, acordeon și clarinet                                                       |

## Discografie
1.     Satya I; Satya II; Euracolus; Immagini; Alternanzen; Scherzo da fantasia III;
     Mondnacht; Echoes I. (classic production osnabrück: cpo 999 016-2, 1985) (LP).
2.     Euracolus; Mondnächte. (Electrecord: ST-CS 0217, 1988) (LP).
3.     Euracolus. (Mediaphon Classic: MED 72115, 1991).
4.     Figuren II. (Edition Pro Viva: ISPV 165, 1992).
5.     Echoes I. (P+O-Pallas: RK 93-004, 1993).
6.     Echoes I. (Bayer: LC 8498 DDD 100169, 1994).
7.     Tautropfen; Echoes I; Satya IV; '...wenn der Freude Tränen fließen...'; Lichtwellen; Aretusa; Ostrov II. (Adesso, 1995).
8.     Fresco. (Rhein-Neckar-Kreis, 1995).
9.     Cime lointaine. (Pan Classics: 510087, 1995).
10.  '...wenn der Freude Tränen fließen...'. (Living Artists Recording, 1996).
11.  Ambo. (Meli: 7114, 1996).
12.  ICHTHYS. (Living Artists Recording, 1996).
13.  Niutao. (Bayer: LC 8498 CAD 800916, 1997).
14.  Din terra Lonhdana. (Troubadisc: TRO-CD 01418, 1997).
15.  Méandre. (NSS: 36931, 1997).
16.  Euracolus. (Edition Pro Viva: ISPV 180, 1997).
17.  Quatrain. (New Music International Public Organization, 1997).
18.  au cœur du silence... (Cybele Records: 260.501, 1998).
19.  '...wenn der Freude Tränen fließen...'. (Vienna Modern Masters: 2027, 1998).
20.  Euracolus (excerpt); Tautropfen (excerpt); Ostrov II (excerpt). (RAABE: 3-8183-0010, 1998).
21.  Vortex – Wolken I, II und III. (Symposion: 1 SCL 0207, 1998).
22.  Reversing Fields. (Living Artists Recording, 1998).
23.  Echoes I; Méandre; Les Cymbales du soleil; Akanua; Dies Diem Docet; Improvisation; Echoes II; Mein Heim ein Stein. (UCMR–ADA: 8629045, 1999).
24.  Lichtwellen; Rand; Reversing Fields; Dialogo (version for clarinet, viola); Improvisation; Din Cimpoiu; ICHTHYS. (Sargasso Records: SCD28027, 1999).
25. Kathargos. (Cavalli Records: LC 05724, 1999).